# Hamnskär (Saltvik, Åland)
Hamnskär är en ö i Åland (Finland). Den ligger i Skärgårdshavet och i kommunen Saltvik i landskapet Åland, i den sydvästra delen av landet. Ön ligger omkring 42 kilometer norr om Mariehamn och omkring 270 kilometer väster om Helsingfors.
Öns area är 17,1 hektar och dess största längd är 0,7 kilometer i nord-sydlig riktning. Ön höjer sig omkring 10 meter över havsytan.